# Etomethazen
|  | Dieser Artikel wurde auf der Qualitätssicherungsseite der Redaktion Chemie eingetragen. Dies geschieht, um die Qualität der Artikel aus dem Themengebiet Chemie formal und inhaltlich auf ein in der Wikipedia gewünschtes Niveau zu bringen. Wir sind dankbar für deine Mithilfe, bitte beteilige dich an der Diskussion (neuer Eintrag) oder überarbeite den Artikel entsprechend. |

Etomethazen ist eine chemische Verbindung, die sich von Benzimidazol ableitet. Es handelt sich um ein Opioid, das sich von Etonitazen aus der Klasse der Nitazene durch den Austausch der Nitrogruppe durch eine Methylgruppe unterscheidet.